# 詹姆斯·麥克帕克
詹姆斯·麥克帕克（英語：James McPake；1984年6月24日—）是一位北愛爾蘭足球運動員。在場上的位置是中後衛。他也代表北愛爾蘭國家足球隊參賽。